# Sayaxché
Sayaxché est une ville du Guatemala dans le département du Petén.